# Saguinus pileatus
Saguinus pileatus és una espècie de mico de la família dels cal·litríquids que viu al Brasil.